# 비트 연산
비트 연산(bitwise operation)은 한 개 혹은 두 개의 이진수에 대해 비트 단위로 적용되는 연산이다.

## NOT
NOT 연산은 각 자릿수의 값을 반대로 바꾸는 연산이다.
```
NOT 0111
  = 1000
```

C / C++
```
x = ~y;
```

델파이
```
x := not y;
```

이 연산은 어떤 값의 보수를 구할 때 효과적으로 사용할 수 있다.

## OR
OR 연산은 두 값의 각 자릿수를 비교해, 둘 중 하나라도 1이 있다면 1을, 아니면 0을 계산한다.
| 비트 1 | 비트 2 | 결과 |
| ------ | ------ | ---- |
| 0      | 0      | 0    |
| 0      | 1      | 1    |
| 1      | 0      | 1    |
| 1      | 1      | 1    |

```
   0101
OR 0011
 = 0111
```

C / C++
```
x = y | z;
```

델파이
```
x := y or z;
```

## XOR
XOR 연산은 두 값의 각 자릿수를 비교해, 값이 같으면 0, 다르면 1을 계산한다.
| 비트 1 | 비트 2 | 결과 |
| ------ | ------ | ---- |
| 0      | 0      | 0    |
| 0      | 1      | 1    |
| 1      | 0      | 1    |
| 1      | 1      | 0    |

```
    0101
XOR 0011
  = 0110
```

C / C++
```
x = y ^ z;
```

델파이
```
x := y xor z;
```

## AND
AND 연산은 두 값의 각 자릿수를 비교해, 두 값 모두에 1이 있을 때에만 1을, 나머지 경우에는 0을 계산한다.
| 비트 1 | 비트 2 | 결과 |
| ------ | ------ | ---- |
| 0      | 0      | 0    |
| 0      | 1      | 0    |
| 1      | 0      | 0    |
| 1      | 1      | 1    |

```
    0101
AND 0011
  = 0001
```

C / C++
```
x = y & z;
```

델파이
```
x := y and z;
```

## 같이 보기
- 산술 논리 장치
- 카노 맵
- 논리 회로
- 원시 자료형